# Forsmarks kärnkraftverk

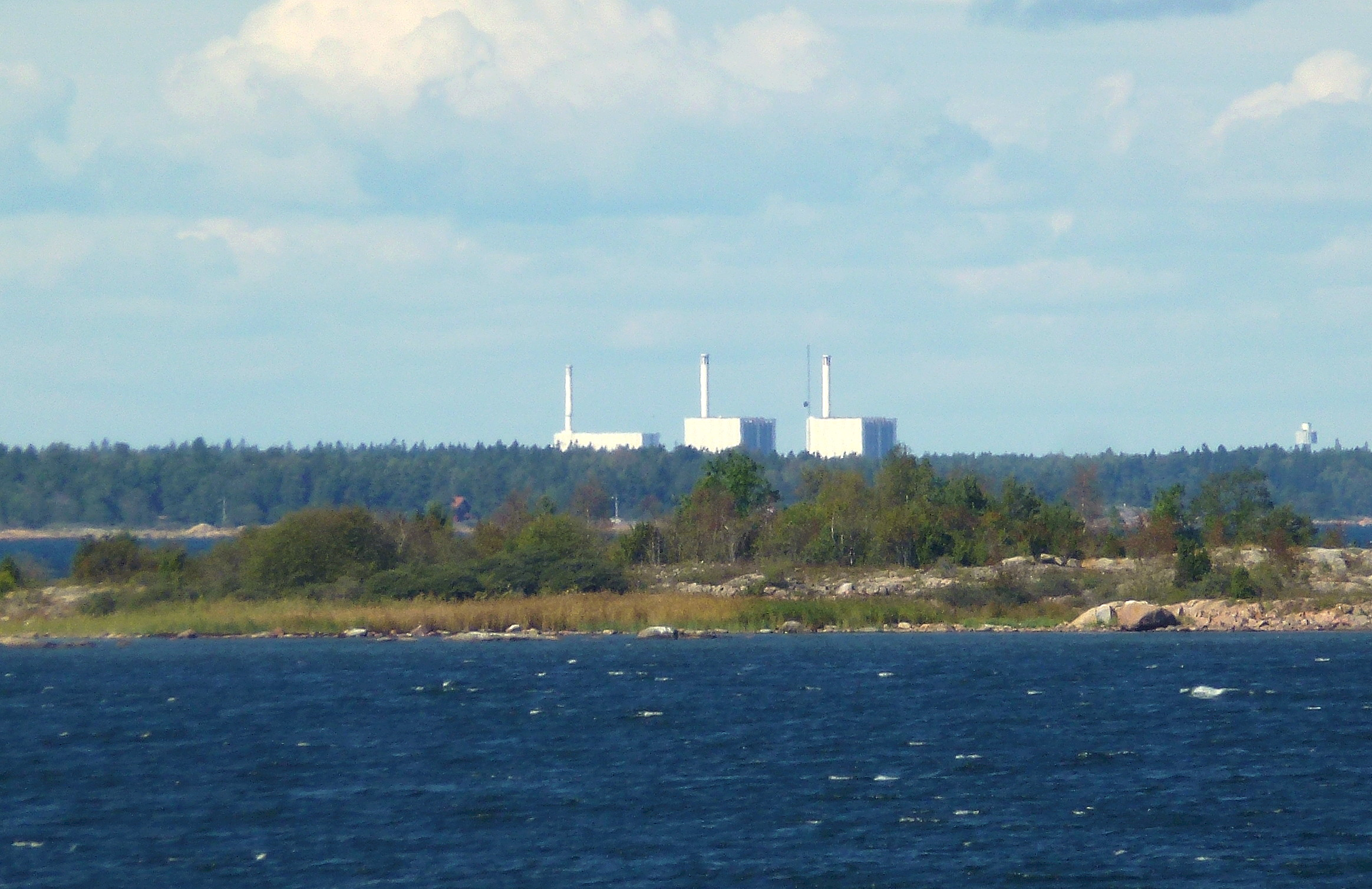
Forsmarks tre reaktorbyggnader sedda från Öregrund, augusti 2014.

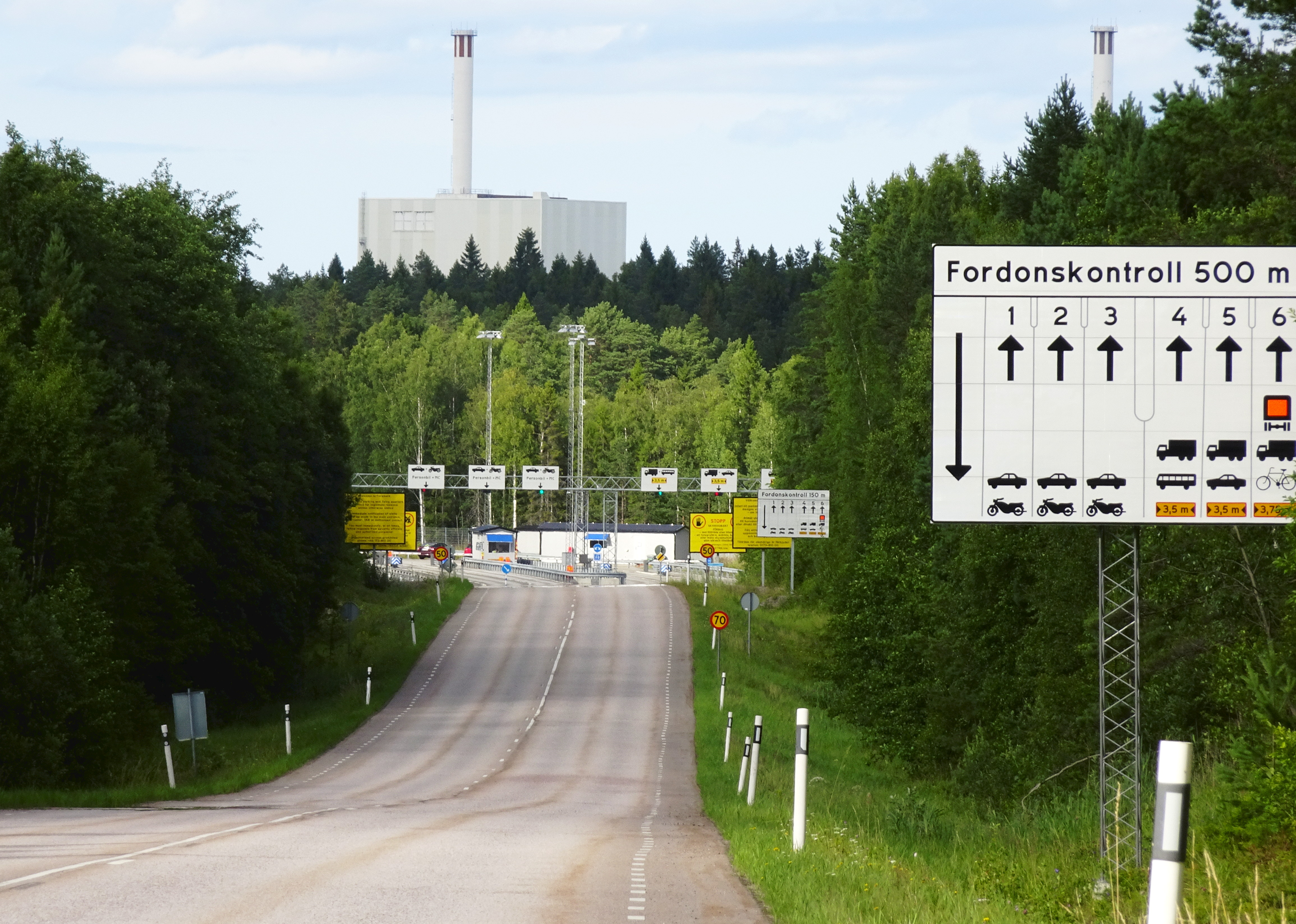
Fordonskontroll på tillfartsvägen.

Forsmarks kärnkraftverk är ett kärnkraftverk utanför bruksorten Forsmark i Östhammars kommun, Uppsala län, Uppland. Kärnkraftverket ägs av Forsmarks Kraftgrupp Aktiebolag, där statliga Vattenfall AB är huvudägare. Verket har tre reaktorer och den totala elektriska nettoeffekten är (2018) 3 271 MW.

## Historik
I besluten om den svenska kärnkraftens utbyggnad fanns flera olika alternativa platser. På 1960-talet hade man nästan byggt färdigt reaktorn vid Marviken (som dock aldrig kom i drift) och 1972 stod den första reaktorn i Oskarshamn färdig. I Mälardalen fanns två alternativ, antingen på Käftudden i Trosa kommun eller i Forsmark, där valet blev den senare. Anläggningsarbetet började i oktober 1971 och 15 januari 1973 bildades Forsmarks Kraftgrupp (FKG) av Vattenfall och Mellansvensk Kraftgrupp AB. FKG köpte två år senare Forsmarks bruk av greve Ludvig af Ugglas. Forsmarks elhistoria hade faktiskt börjat redan på 1890-talet då järnproduktionen lades ner och stånghammaren byttes ut mot Upplands första vattenkraftverk. Forsmarks Herrgård blev därmed det första elektriskt belysta huset i Uppland.
1976 var arbetet i full gång och ca 2 700 personer fanns på platsen. Den 6 oktober anlände den första bränsletransporten och varmprovdrift påbörjades 15 januari 1977. Under våren 1977 trädde den s.k. villkorslagen i kraft (Lagen (1977:140) om särskilt tillstånd att tillföra kärnreaktor kärnbränsle, m.m.). Lagen stipulerade att en ny reaktor ej fick tillföras kärnbränsle förrän reaktorinnehavaren visat på en helt säker slutlig förvaring av det utbrända bränslet, vilket förhindrade laddning av Forsmark 1.
Redovisning av metod för slutförvar togs fram enligt metoden KBS-1, som baserade sig på huvudalternativet i AKA-utredningen (SOU 1976:30 och 31), och blev underlag för en ansökan som godkändes 1979-03-27.
Dagen efter (1979-03-28) inträffade dock haveriet i reaktorn Three Mile Island 2 (Harrisburgolyckan). Detta ledde till att regeringen den 4 april beslutade att skjuta upp laddningsbesluten genom den så kallade Rådrumslagen, samt utlysa en folkomröstning om kärnkraften. Folkomröstningen hölls 1980-03-23 och innebar ett "ja" till att ta nya reaktorer i drift, och reaktorn Forsmark 1 kunde då laddas med bränsle. Den kopplades in på elnätet för första gången 5 juni 1980 och kom i kommersiell drift den 10 december samma år.
Dess tvillingreaktor Forsmark 2 kopplades på 15 december 1980 och kommersiell drift inleddes 7 juli året efter. De två från början i princip identiska kokvattenreaktorerna hade ursprungligen en elektrisk effekt på 2 x 900 MW, men har genom olika moderniseringar idag (2022) en elektrisk effekt på 1 014 respektive 1 121 MW.
Den tredje reaktorn vid kärnkraftverket Forsmark 3 kopplades in den 3 mars 1985 och kom i kommersiell drift 21 augusti samma år. Forsmark 3 är också en kokvattenreaktor men större än F1/F2 och snarlik Oskarshamn 3. Den hade ursprungligen en elektrisk effekt på 1 050 MW, men har genom olika moderniseringar idag (2022) en elektrisk effekt på 1 172 MW
Måndagen den 28 april 1986 indikerade strålningsdetektorer på Forsmark förhöjda strålnivåer . Då man inte kunde finna några indikationer på läckage väcktes misstankarna att utsläppet kom utifrån. Senare registrerades förhöjda halter på flera platser i Sverige och på kvällen den 28 april gick Sovjetunionen ut och medgav att en olycka inträffat i Tjernobyl tidigt på morgonen den 26 april 1986.
Högst produktion sattes rekordåret 2022 då 25,5 TWh (miljarder kilowattimmar) producerades och tillgängligheten under produktionssäsong låg på 99,7 %.

### Forsmarkshändelsen 2006
Den 25 juli 2006 utfördes ett underhållsarbete av Svenska kraftnät vid Forsmark 1 då en störning inträffade, som hade sitt ursprung i en kortslutning i 400 kV ställverket utanför Forsmarksanläggningen. Det medförde att kraftiga spänningsvariationer fortplantade sig i flera av elsystemen inne i anläggningen, och påverkade olika elektriska skyddskretsar på ett oförutsett och okontrollerat sätt. Reaktorns effekt reglerades ner automatiskt, och efter cirka 30 sekunder snabbstoppades reaktorn.
Vid en sådan händelse ska kraftverkets egen elförsörjning ta över. Säkerhetssystemen vid samtliga Forsmarks reaktorer är överlag indelade i fyra separata delar ("subar") med 4 × 50 % kapacitet, där varje del har egen elförsörjning via dieselgenerator och batterier. Batterierna ger helt avbrottsfri kraft som möjliggör övervakning och styrning under tiden dieselgeneratorerna startar upp.
Som ett alternativ till de egna dieselgeneratorerna har Forsmark även en alternativ inmatningsväg via en 70 kV kraftledning som kan försörja alla säkerhetssystem, men överkoppling till denna skedde av olika orsaker inte under störningen.
Vid händelsen föll flera delar av det batterisäkrade nätet bort vilket gjorde att endast två dieselgeneratorer fasades in och blev tillgängliga, även om alla fyra startade. Detta gav tillräcklig kapacitet hos flera viktiga säkerhetssystem, men frånvaron av delar av det batterisäkrade nätet resulterade i att väsentliga instrument i kontrollrummet blev spänningslösa och skapade en komplex och störd informationsbild för kontrollrumspersonalen. Efter 22 minuter lyckades personalen fasa in de två återstående dieselgeneratorerna manuellt vilket normaliserade situationen. Incidenten klassades av Strålsäkerhetsmyndigheten som en "tvåa", INES 2, på den 7-gradiga INES-skalan.
Händelsen fick mycket stor uppmärksamhet internationellt och har resulterat i ett stort antal åtgärder och aktiviteter. Här kan nämnas fördjupade analyser och ökad förståelse för funktionen hos elektriska skyddskretsar, och betydelsen av obefogad respektive utebliven utlösning hos dessa. Många av dessa aktiviteter genomfördes i det internationella projektet DIDELSYS (Defence in Depth of Electrical Systems and Grid Interaction Project) anordnat av OECD/NEA för att öka förståelsen för elstörningar och hur de kan bemötas.
Händelsen var en viktig orsak till att alla svenska reaktorer 2014 fick krav på att förses med så kallad "Oberoende härdkylning" senast 2020. I avvaktan på detta införde Strålsäkerhetsmyndigheten ytterligare krav på mobila reservgeneratorer för att klara av att en reaktors egna reservgeneratorer inte startar eller på annat sätt misslyckas med att förse reaktorn med ström, samt åtgärder och utrustning för att kunna hantera extrema vädersituationer.

## Reaktorerna

### Forsmark 1

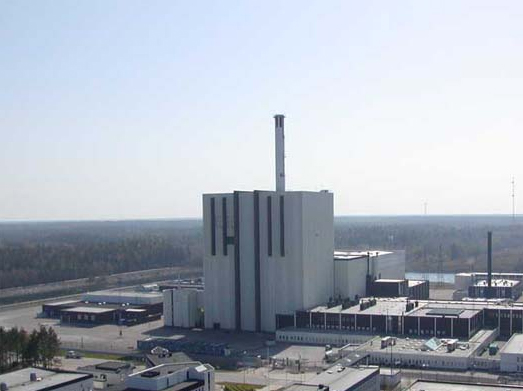
Reaktor 1 vid Forsmarks kärnkraftverk.

Reaktorn Forsmark 1 (F1) anslöts till elnätet för första gången den 5 juni 1980 och kom i kommersiell drift 10 december samma år. Reaktorn är en kokvattenreaktor som levererades av ASEA-Atom och är av modellen BWR69. Forsmark 1 är i princip identisk med Forsmark 2, och snarlik de något mer moderna finska reaktorerna Olkiluoto 1 och 2. Turbin- och generatordelen är uppdelad på 2 strängar och levererades av dåvarande STAL - numera Alstom. F1 har precis som sin systerreaktor F2 en reaktorhärd bestående av 676 bränsleelement varav ca 20 % byts årligen. Reaktoreffekten regleras med hjälp av 161 styrstavar. Kylvattnet tas direkt ur Östersjön med ett flöde på 2 x 23 m³/s. När kylvattnet har passerat anläggningen och når utloppet i Biotestsjön har temperaturen stigit med 10 grader. Reaktorbyggnaden är 60 meter hög och den 44 meter höga skorstenen fungerar som utlopp av anläggningens processventilation. Monitorering i skorstenen verifierar att utsläppen av radioaktivitet vid normaldrift är mycket små. Vid stängningen av Ringhals 1 år 2020 och Ringhals 2 år 2019 blir Forsmark 1 den äldsta kärnreaktorn i Sverige fortfarande i drift. 

### Forsmark 2

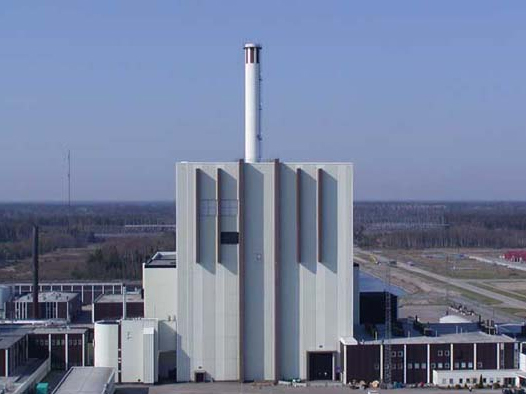
Reaktor 2 vid Forsmarks kärnkraftverk.

Forsmark 2 (F2) är i princip identisk med Forsmark 1 och anslöts till elnätet för första gången 15 december 1980 och inledde kommersiell drift 7 juli året därpå.
2009 påbörjades förberedelser för en höjning av den termiska effekten med 20 % till 3 253 MW, och sedan 2013 drivs anläggningen i provdrift vid denna effektnivå. Ansökan om rutinmässig drift vid denna effektnivå insändes 2015 till Strålsäkerhetsmyndigheten.

### Forsmark 3

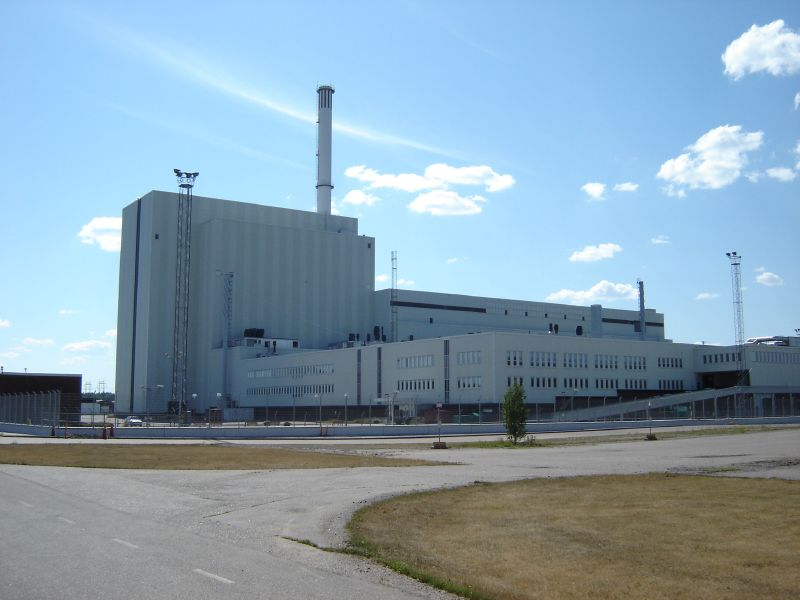
Reaktor 3 vid Forsmarks kärnkraftverk.

Forsmark 3 (F3) är den största och yngsta reaktorn vid verket och är en kokvattenreaktor som levererades av ASEA-Atom. Den är av modellen BWR75 och är ursprungligen identisk med systerreaktorn Oskarshamn 3 (som var planerad att byggas i Forsmark under namnet Forsmark 4). Den anslöts till elnätet 3 mars 1985 och kom i kommersiell drift den 21 augusti samma år. Den ursprungliga turbinen levererades av ABB/Stal och de sedan 2004 installerade lågtrycksturbinerna kommer från Siemens, liksom nu även högtrycksturbinen. Den ursprungliga generatorn "Tora" levererades av Brown Boveri (BBC). Generatorn byttes 2015 ut till en större på 1 667 MVA (1 500 MW). Den nya generatorn är levererad av Alstom (numera GE). Nettoeffekten för Forsmark 3 efter utbytet av lågtrycksturbiner 2004 är 1167 MW, vilket bland annat kunnat uppnås genom att de nya turbinerna har tredimensionellt datorberäknade turbinblad med bättre verkningsgrad än de tidigare. Reaktorn kylsystem kyls med 49 m³/s havsvatten från Östersjön. Utflödet går dock direkt ut i havet och inte som F1 och F2 ut via Biotestsjön. 

### Produktion Forsmark Block 1-3, 1980–2018 (TWh/år)
2014 uppnådde Forsmark all-time-high med en produktion på 25,35 TWh, vilket ungefär motsvarar en sjättedel av Sveriges elförbrukning.
Prod (TWh/år)År024681019801985199019952000200520102015F1F2F3

## Tillgänglighet
| Kapacitetsfaktor (%)Reaktor020406080100B1F1OL1O1O3R1R3WWKapacitetsfaktor (%)Kapacitetsfaktorer för kärnreaktorer                                                                   |
| Kumulativ kapacitetsfaktor nordiska reaktorer slutlig eller till och med 2018 samt genomsnittlig kapacitetsfaktor 2018 för alla världens reaktorer (WW=World Wide). Från IAEA PRIS |
| B1/2 = Barsebäck, F1/2/3 = Forsmark, O1/2/3 = Oskarshamn, R1/2/3/4 = Ringhals, OL1/2 = Olkiluoto, WW = World Wide genomsnitt 2018                                                  |

Ett kraftverks tillgänglighet kan beskrivas med dess "Load Factor" eller kapacitetsfaktor som, för en given period, är kvoten mellan den mängd el som kraftverket har producerat dividerat med vad som skulle kunnat producerats om kraftverket hade körts med sin märkeffekt hela tiden. Kärnkraftverk kan svårligen komma över kapacitetsfaktorer på cirka 90 % då de måste stå still cirka 1 månad per år för bränslebyte och underhåll. Kapacitetsfaktorn kan anges för ett enskilt år, eller kumulativt från kraftverkets start. 2018 var den genomsnittliga kapacitetsfaktorn för alla världens reaktorer 74,5 %.
Forsmark 1 och 2 hade 2018 en kumulativ kapacitetsfaktor på 82,8 respektive 80,6 procent, vilket kan jämföras med till exempel Olkiluoto 1 och 2 som byggdes nästan samtidigt och har många konstruktiva likheter. Dessa hade motsvarande faktorer på 92,4 respektive 93,0 procent.
Den kumulativa kapacitetsfaktorn för Forsmark 3 till och med 2018 var 83,8 %. Detta kan jämföras med till exempel den snarlika systerreaktorn Oskarshamn 3, som vid samma tid hade en motsvarande faktor på kumulativ kapacitetsfaktor på 78,0 %.

## Miljöpåverkan
Forsmark har ett ledningssystem som är certifierat enligt ISO 14001 och OHSAS 18001, och deklarerar återkommande miljöpåverkan enligt det internationella EPD-systemet. I den senaste EPD-deklarationen från slutet av 2016 redovisas bland annat utsläpp av växthusgaser, men också många andra slag av miljöpåverkan, till exempel utsläpp av försurande ämnen, förbrukning av icke förnybara resurser med mera.

### Klimatpåverkan
Forsmark anger 2016 mängden växthusgaser för hela livscykeln från uranbrytning, bygge, rivning, slutförvar med mera till 6 gram/kWh (gram CO2-equiv 100 years). Detta kan jämföras med en sammanställning av utsläpp av växthusgaser för hela livscykeln för ett mycket stort antal anläggningar runt om i världen med olika produktionsmetoder, som redovisas i IPCC Special Report on Renewable Energy Sources and Climate Change Mitigation (SRREN) 2012. I tabellen nedan återges 25- respektive 75-percentil samt medianvärden, medan diagrammet visar medianvärden. Ur tabellen kan vi se att Forsmark med avseende på utsläpp av växthusgaser ligger väl till jämfört med övrig kärnkraft globalt, samt har väsentligt lägre nivåer än fossileldad kraft. Utsläppen av växthusgaser härrör främst från gruvbrytning av uran.
|                          | 25-perc | median | 75-perc |
| ------------------------ | ------- | ------ | ------- |
| PV (solceller)           | 29      | 46     | 80      |
| Vindkraft                | 8       | 12     | 20      |
| Kärnkraft WorldWide (WW) | 8       | 16     | 45      |
| Fossilgas                | 422     | 469    | 548     |
| Kol                      | 877     | 1001   | 1130    |
| Forsmark                 |         | 6      |         |

### CO2,eq-utsläpp vid olika elproduktionssätt
Diagramdefinitionssidan hittades inte.

### Radioaktiva utsläpp
Ett kärnkraftverk släpper vid normal drift ut små mängder radioaktivitet till vatten och luft i omgivningen, vilket övervakas på olika sätt och redovisas återkommande för SSM (Strålsäkerhetsmyndigheten). Beräkningar görs av stråldoser till en "kritisk grupp", vilket är en tänkt grupp personer som ständigt vistas i kraftverkets omedelbara närhet och som huvudsakligen livnär sig på odling, djurhållning och fiske. Den kritiska gruppen tillåts få en dos på högst 0,1 mSv/år, vilket kan jämföras med att alla personer i Sverige får cirka 2–3 mSv/år i bakgrundsstrålning från berggrund, flygresor, medicinsk diagnostik och liknande källor som är svåra att undvika. För 2016 redovisade Forsmark en maximal dos till kritisk grupp på drygt 0,0001 mSv/år, och under de senaste 10 åren har maximal dos aldrig överskridit 0,0002 mSv/år, det vill säga 500 gånger mindre än det tillåtna gränsvärdet, och 10 000 gånger mindre än normal bakgrundsstrålning.

### Högaktivt avfall
Det använda bränslet från ett kärnkraftverk är starkt radioaktivt under mycket lång tid och utvecklar inledningsvis stora mängder värme. Totalt erhålls cirka 70 ton högaktivt avfall per år vid Forsmark, eller knappt 200 m3. Allt högaktivt avfall som producerats hittills i alla svenska kärnkraftverk förvaras i anläggningen CLAB – centralt mellanlager för använt bränsle, som ligger bredvid Oskarshamns kärnkraftverk. CLAB rymmer upp till 12 000 ton använt bränsle och mellanlagrar detta i upp till 40 år. Efter denna tid har aktivitet och värmeavgivning minskat med cirka 90 procent, vilket möjliggör slutförvaring i berg utan kylning. Slutförvaret avses byggas i närheten av Forsmarks kärnkraftverk men är ännu (2018) inte påbörjat. Regeringen godkände SKB:s ansökan om planerna för slutförvaret den 27 januari 2022.

## Ägandeförhållanden
Forsmarks kärnkraftverk ägs av Forsmarks Kraftgrupp Aktiebolag, som i sin tur ägs av Vattenfall AB (66 %), Mellansvensk Kraftgrupp AB (25,5 %) och E.ON Kärnkraft Sverige AB (8,5 %). Mellansvensk Kraftgrupp ägs av Fortum Generation AB (87 %), Skellefteå Kraft AB (7,7 %) och E.ON Kärnkraft Sverige AB (5,3 %).